# Paranemachilus
Genre
Paranemachilus est un genre de poissons téléostéens de la famille des Nemacheilidae et de l'ordre des Cypriniformes. Paranemachilus est un genre de « loches de pierre » endémiques en Chine. Paranemachilus genilepis S. Q. Zhu, 1983 est l’espèce type.

## Liste des espèces
Selon FishBase (22 juillet 2015):
- Paranemachilus genilepis Zhu, 1983
- Paranemachilus pingguoensis Gan, 2013[2]